# جيمس دان (سياسي أسترالي)
جيمس دان (بالإنجليزية: James Dunn)‏ هو سياسي أسترالي، ولد في 20 أغسطس 1887 بليفربول في المملكة المتحدة، وتوفي في 21 نوفمبر 1945 بسيدني في أستراليا. حزبياً، نشط في حزب العمال الأسترالي. وقد انتخب عضو مجلس الشيوخ الأسترالي ‏ عن دائرة نيوساوث ويلز ‏ (1 يوليو 1929 – 30 يونيو 1935).